# Серологія
Сероло́гія (лат. serum — сироватка) — наукове дослідження властивостей сироватки крові та їх змін під час захворювань.
На практиці, проте, термін ототожнюють з визначенням антитіл у сироватці. Такі антитіла, як результат імунної реакції організму, можуть бути сформовані проти певного мікроорганізму або проти чужорідних білків (у відповідь, наприклад, на невідповідне переливання крові), або проти деяких власних білків (наприклад, у випадку автоімунних хвороб). Серологічні тести можуть використовувати для діагностичних цілей, коли існує необхідність підтвердження інфекційного захворювання, при хворобах сполучної тканини тощо, і в деяких інших випадках, наприклад, під час визначення групи крові.
Деякі серологічні тести не обмежені сироваткою крові, можуть проводитися з іншими рідинами тіла, зокрема, в спермі, слині тощо, які мають приблизно подібні властивості до сироватки.

## Методи
Існує кілька серологічних методів залежно від антитіл, визначення яких проводять. Вони зокрема включають аглютинацію, преципітацію, зв'язування комплементу, використання флюоресцентних антитіл тощо.

## Завдання
Серологічні аналізи крові допомагають діагностувати хворих на певні імунні дефіцити, пов'язані з недоліком антитіл, наприклад X-пов'язану агаммаглобулінемію. У таких випадках, дослідження антитіл будуть послідовно негативними.